# Олон (Во)
Олон (фр. Ollon) — громада  в Швейцарії в кантоні Во, округ Егль.

## Географія
Громада розташована на відстані близько 85 км на південний захід від Берна, 39 км на південний схід від Лозанни.
Олон має площу 59,6 км², з яких на 10,6% дозволяється будівництво (житлове та будівництво доріг), 40,1% використовуються в сільськогосподарських цілях, 45,5% зайнято лісами, 3,8% не є продуктивними (річки, льодовики або гори).

## Демографія
2019 року в громаді мешкало 7555 осіб (+7,8% порівняно з 2010 роком), іноземців було 34,2%. Густота населення становила 127 осіб/км².
За віковим діапазоном населення розподілялося таким чином: 26,6% — особи молодші 20 років, 54,7% — особи у віці 20—64 років, 18,7% — особи у віці 65 років та старші. Було 3102 помешкань (у середньому 2,2 особи в помешканні).
Із загальної кількості 2699 працюючих 185 було зайнятих в первинному секторі, 263 — в обробній промисловості, 2251 — в галузі послуг.